# Чанчана
Чанча̀на (на италиански и на сицилиански Cianciana) е малко градче и община в Южна Италия, провинция Агридженто, автономен регион и остров Сицилия. Разположено е на 390 m надморска височина. Населението на общината е 3532 души (към 2011 г.).